# Jägerkaserne (Sonthofen)
Die Jägerkaserne ist eine Kaserne der Bundeswehr in Sonthofen, Bayern. Sie wurde in den 1930ern erbaut und erhielt nach ihrer Fertigstellung im Jahr 1936 den Namen „Jägerkaserne“. Die Kaserne befindet sich zentrumsnah im Mühlenweg.

## Geschichte
Nach der Fertigstellung der etwa 13 Hektar großen Kasernenanlagen wurden diese von Teilen des Gebirgsjäger-Regiments 99 der 1. Gebirgs-Division der Wehrmacht genutzt. Nach dem Zweiten Weltkrieg übernahm die Bundeswehr die Kaserne. Bis zur Fertigstellung des Sonthofener Rathauses beherbergte sie zeitweilig bis 1952 die Stadtverwaltung Sonthofen. Am 1. April 1956 wurde in der Jägerkaserne das Feldzeugausbildungsbataillon aufgestellt und am 1. Juli 1956 ein erster Arbeitsstab für ABC-Abwehr gebildet. 1964 wurde die „ABC-Abwehrschule“ in die Jägerkaserne verlegt und in ABC- und Selbstschutzschule umbenannt. Im Jahre 1968 wurde auf dem Kasernengelände aus Mitteln der Kameradschaft der Nebelwerfertruppe ein Ehrenmal als ein Platz des Erinnerns und ein Mahnmal gegen Krieg und Gewaltherrschaft errichtet.
Zwischen 1998 und 2006 wurden durch die Oberfinanzdirektion München und das Staatliche Bauamt Kempten die Sanierung der Abwasserentsorgung der Liegenschaft im Wert von etwa  2,9 Mio. Euro in Auftrag gegeben. Im Rahmen der Neuausrichtung der Bundeswehr wurde im Oktober 2011 bekanntgegeben, dass die Kaserne zusammen mit der Grünten-Kaserne bis 2018 aufgegeben werden soll. Die Schule ABC-Abwehr und Gesetzliche Schutzaufgaben soll mit allen anderen in Sonthofen stationierten Einheiten in die Generaloberst-Beck-Kaserne umziehen.

## Dienststellen
- Schule ABC-Abwehr und Gesetzliche Schutzaufgaben